# 李元谅
李元谅（727年—793年12月23日），武威郡姑臧人，唐朝将领。祖籍安息州。本姓安，幼时为宦官骆奉先所养，初名骆元光。曾长期担任镇国军节度使、同华节度使。

## 生平

### 早期仕途
骆元光高大美须，勇敢多计。年轻时从军，担任宿卫（负责警卫京畿与王宫），积功为试太子詹事。镇国军节度使李怀让署奏他为镇国军副使、领治所华州事。骆元光曾在潼关领军十多年，军士都敬畏服从他。

### 平叛有功
朱泚之乱期间，唐德宗逃到奉天县。建中四年（783年）十一月，朱泚遣将何望之以轻骑袭镇国军军部华州，刺史董晋弃州而走；何望之因而据城，准备聚兵以绝东面道路。骆元光从潼关率所部而出，令义兵趁何望之尚未设备之机径直进攻华州城，于是攻克华州，何望之逃归。因仓促兴兵，骆元光的军队用毡子做铠甲，蒿草为箭矢。骆元光于是修城隍器械招募军队，不数日，得兵万余人，军势益振。以功加御史中丞。朱泚数次派兵来犯，都被骆元光击退。当时，尚可孤守蓝田，骆元光率兵二千屯昭应，成掎角之势；邠宁、朔方节度使、河中尹李怀光屯九子泽，副元帅李晟从白马津来扎营于东渭桥，河东节度使马燧派行军司马王权以二千兵屯中渭桥，儿子马汇以三千兵屯东渭桥。叛军向东不能过渭南，骆元光功居多。不久，迁华州刺史、兼御史大夫、潼关防御、镇国军节度使，封武康郡王。先前，德宗下诏发豳、陇兵东讨叛将淮西节度使李希烈，军队刚出关，朱泚派刘忠孝召还他们；到华阴时，华阴尉李夷简说服驿官候吏李翼抓捕刘忠孝。李翼骑马追到潼关，得到召兵的兵符，告知骆元光，骆元光斩刘忠孝示众，收伪兵符，献于行在。朱泚所召的军队不得入关，于是华州得以保全。骆元光独占其功，李夷简的功劳不为人知。不久骆元光加检校工部尚书。
兴元元年（784年），李怀光开始有贰心。诏盐州刺史戴休颜守奉天，尚可孤守灞上，骆元光守渭桥。德宗出奔梁州。三月，李怀光亦作乱。戴休颜率奉天军，韩游瑰率邠宁军，骆元光率华州军守潼关，尚可孤以神策军屯七盘，皆受李晟节度，李晟军大振。李晟移军东渭桥，与骆元光、尚可孤分扼京东要路；渭北节度使浑瑊与韩游瑰、戴休颜分典京西要路，掎角进攻。三月，李晟、骆元光、尚可孤等都在城东屡次击败朱泚军。
五月，吐蕃受朱泚贿赂而撤军，考功郎中陆贽却认为吐蕃贪得无厌，其撤军反而可贺，由浑瑊统戴休颜、韩游瑰乘其西北，李晟率骆元光、尚可孤攻其东南，即可平叛。诏骆元光与李晟进取京城。李晟写信给浑瑊、骆元光、尚可孤，约定日期进军于城下。唐军屯于浐西，叛军全军来攻，骆元光身先士卒奋击，大败之，进军至苑东。李晟聚集骆元光、尚可孤、兵马使吴诜、王佖、都虞候邢君牙、李演、史万顷、神策将孟涉、康英俊、华州将郭审金、权文成、商州将彭元俊等，号令誓师后陈兵于光泰门外。骆元光与李晟一同力战，李晟派兵破坏苑垣杀入，叛军连战皆败，于是大溃，官军收复京师。骆元光让功于李晟，出屯于章敬佛寺。六月，德宗加骆元光检校尚书右仆射（一作左仆射），实封五百户。
朱泚败亡前，他所任命的节度使、宰相张光晟反正。李晟想重新任用他，每有大宴会，都令他就座。骆元光骂道：“我不能与反虏（反叛者）同席！”拂袖（表示愤怒）回营。李晟不得已，将张光晟囚禁在家，后有诏不赦免张光晟，当月，张光晟被斩。
七月，德宗从梁州回京还宫，浑瑊、时任邠宁节度使韩游瑰、戴休颜三将随驾，李晟、尚可孤、骆元光三将以步骑十余万、旌旗数十里，奉迎于三桥。论功行赏，骆元光与浑瑊相当，再赐骆元光实封二百户、甲第、女乐，任其一子为七品正员官，后改六品。
时李怀光断绝河津道路。先前德宗命浑瑊、骆元光攻打同州的李怀光军，李怀光遣其将徐庭光（一作徐廷光）以六千锐兵守长春宫抵抗，浑瑊等数次为其所败，不能进兵。时任河东节度使马燧威名素著，当月，加河东保宁、奉诚军行营副元帅，与浑瑊、骆元光、韩游瑰、鄜坊节度使唐朝臣会兵同讨李怀光。八月，骆元光到长春宫下，遣使招降徐庭光。徐庭光素来轻视骆元光，谩骂他；又让胡人优伶在城上演戏，辱骂骆元光的先祖。骆元光派使者与他相约投降事，他说：“我只投降汉将。”骆元光深以为耻，派人告诉马燧。马燧率河东兵到，徐庭光投降马燧，诏以徐庭光为试殿中监、兼御史大夫。河中平定后，马燧愈发厚待徐庭光。骆元谅见韩游瑰，说：“他骂我先祖，我今日斩之，你助我吗？”韩游瑰许诺。当月，骆元光在军门遇到徐庭光，数其罪名，命左右劫而斩之，再拜访马燧并匍匐请罪。马燧盛怒，要杀骆元光，韩游瑰说：“骆元光只是杀了一员偏裨，您尚且大怒如此，您要是杀了一个节度使，天子将如何行法？”马燧默然。骆元光请求输钱百万劳军自赎其罪，浑瑊也为他求情，久后，马燧以骆元光功高，赦免了他。德宗知道骆元光有擅杀之举，担心有人为此上表及有司弹劾治罪，先令宰相告谕谏官不要议论此事。
李怀光进犯同州，浑瑊、骆元光败之于乾坑。李怀光被平定后，骆元光以华州潼关镇国军节度使、开府仪同三司、检校右仆射、华州刺史、上柱国、武康郡王的身份与韩游瑰、唐朝臣等各获赐实封二百户、一子六品正员官及五品阶，其余如故。

### 安定地方
十一月，德宗在圆丘亲祀昊天上帝，时任河中节度使浑瑊、泽潞节度使李抱真、山南西道节度使严震、骆元光、韩游瑰、唐朝臣、奉诚节度使康日知等大将侍祠。
贞元二年（786年）七月（一作八月），吐蕃入寇泾、陇、邠、宁数道，游骑至好畤，左金吾将军张献甫、神策将李升昙、苏清沔等屯咸阳，浑瑊、骆元光奉命支援。骆元光以八千人屯咸阳。诏骆元光经略盐、夏二州。十二月，诏骆元光、陈许兵马使韩全义率军一万二千，会合韩游瑰的邠宁军收复盐州。
贞元三年（787年）春，诏遣时任华州、潼关节度使骆元光、韩游瑰统众与凤翔、鄜、邠及诸道戍卒屯兵塞上，又命马燧为绥银麟胜招讨使，率军屯石州，分兵隔河与骆元光等以掎角之势讨吐蕃。二月，骆元光收复盐、夏二州。吐蕃大相尚结赞闻讯大惧，累次遣使请和、约盟。五月，诏骆元光率本军随浑瑊共二万军去清水与吐蕃会盟，后会盟地点改为平凉川；骆元光屯潘原、韩游瑰屯洛口以为声援。骆元光对浑瑊说：“本奉诏，令在潘原堡扎营，以应援侍中（指浑瑊）。我想潘原距离平凉六七十里，蕃人多诈，倘有急变，如何赶到？请求在侍中附近扎营。”浑瑊认为这是违诏，坚决阻止。骆元光还是与浑瑊同进。浑瑊的营寨距盟所二十里，骆元光秘密将营寨移到挨着它的地方，壕栅深固。浑瑊赴会，骆元光于是戒严部伍，结阵营中。骆元光看到云，认为不祥，吐蕃必生变，传令约部伍出阵。当日，吐蕃人果然设下伏兵，乘浑瑊无备偷偷起事。时士大夫都穿朝服被擒，军士死者十有七八。浑瑊单马奔还，吐蕃追杀，浑瑊营将李朝彩不能整军，军众多已奔散；浑瑊到时，只剩空营。全依赖骆元光的军队严整固守，浑瑊入骆元光营后，骆元光的军队成列杀出，泾原节度使李观也用精兵五千埋伏在险要，吐蕃军都散去。骆元光遣辎重在前，与浑瑊整顿军队徐徐而回，时人以为有古良将风。当日若无骆元光、李观，浑瑊几乎不免。于是骆元光整军，先遣辎重，再与浑瑊同申号令，严整其部伍而还，时人谓骆元光有将帅之风。德宗嘉之，赐良马十匹，金银器、锦彩等甚厚。丁母忧，加右金吾卫上将军同正，起复本官。七月，德宗感念他的功劳大、业绩大，赐姓李，改名元谅。十一月，诏李元谅回师华州。
四年（788年）正月，加陇右节度支度营田观察、临洮军使，移镇良原。良原古城多毁坏，旁边都是平地树林和茂盛的草，地处陇东要地，吐蕃入寇时常在这里牧马休兵。李元谅远离烽火台，修补城墙，亲自率领军士，与军士同劳逸。除草、斩荆棘，等干了就用火烧尽它们，方圆数十里都成为美田。劝军士树艺，每年收粟菽数十万斛，足以自给。距城筑台，上彀车弩，使得城池守备更加坚固。四月，又在旧城所在进筑新城，以占据便地。吐蕃每次入寇劫掠都无所得，李元谅又都能立即击退他们，泾、陇因此得安，吐蕃深深畏惧他。
李元谅在任内署严砺为推官。
李元谅因病于贞元九年（793年）十一月卒于良原。德宗很是悼惜，废朝三日，赠司空，谥庄威，赙（赏赐财物助办丧事）布帛米粟有差。去世时官爵为潼关镇国军节度使、检校尚书右仆射、兼御史大夫、华州刺史、武康郡王。灵柩归于上都开化里之正寝。次年十一月葬于华阴县潼乡原新坟。部将阿史那叙奉命统领李元谅部众，戍守良原。宗正卿李复继任。在行军司马、御史中丞董叔经请求下，德宗命中书舍人张濛作《镇国军节度使李公功德颂（并序）》。《宝刻丛编》卷十引《金石录》、《关中金石记》卷四有《唐节度李元谅懋功昭德颂》。其墓志名为《唐故华州潼关镇国军使开府仪同三司左仆射兼华州刺史御史大夫武康郡王赠司空李公墓志铭并序》，由朝议大夫守国子司业、上轻车都尉杜确撰写、李元谅长子李平书写，收录于《隋唐五代墓志汇编·陕西卷》。
李元谅死后，良原军并入神策军，但本州仍每年供其粮饷，民生受困，历任刺史都害怕不敢说，华州刺史高郢奏罢之。

## 评价
- 《旧唐书》史臣曰：元谅退兵章敬，力战让功，雅有器度。及不忍小忿，专杀庭光，请罪军门，壮哉烈士！[3]
- 德宗年间昭义节度使王延贵被赐名王虔休，崔行先代他作《为昭义王大夫谢赐改名表》时写道：“曩日刘玄佐之领浚郊，李元谅之居关辅，皆勋崇台揆，业济艰难，方开加等之恩，姑受锡名之宠。”举刘玄佐、李元谅功勋卓著而蒙赐名的例子，表达其效仿此二人粉身碎骨以报天恩之心。

## 家庭
史书没有记载李元谅的家族情况。据墓志，其为初唐功臣安兴贵后裔，曾祖父安羡，左骁卫将军；祖父安延，左武卫翊府中郎将，赠代州都督；父安塞多，易州遂城府折冲，赠幽州大都督。妻阿史那氏，封北海郡夫人，大历六年十月二十八日去世。长子李平，曾任太子右赞善大夫、朝散大夫。次子李莘，曾任将作监主簿、朝请郎。